# Stephan Prause
Stephan Prause (* 18. Januar 1970 in Frankfurt (Oder)) ist ein ehemaliger deutscher Fußballspieler. In der höchsten Spielklasse des DDR-Fußballs, der Oberliga, spielte er beim FC Victoria '91 Frankfurt/Oder. Vor der Wiedervereinigung spielte er in den Nachwuchsauswahlmannschaften des DFV.

## Sportliche Laufbahn

### Nachwuchsfußballer
Prause begann seine Laufbahn als Fußballspieler in der Kindermannschaft der Betriebssportgemeinschaft (BSG) Halbleiterwerk Frankfurt. 1980 delegierte ihn die BSG zum Fußballclub der Armeesportvereinigung, dem FC Vorwärts Frankfurt (Oder). Gleichzeitig wurde Prause Schüler der Frankfurter Kinder- und Jugendsportschule. Als Nachwuchsspieler des FCV wurde er für die Auswahlmannschaften des DFV entdeckt und bestritt mit den unterschiedlichen Auswahlteams von der U-16 über die U-17 und U-18 bis zur U-20 zwischen 1986 und 1989 zwei Dutzend Länderspiele.

### FC Vorwärts Frankfurt (Oder)
Bereits Anfang 1988 war der gerade 18 Jahre alt gewordene Juniorenauswahlspieler Prause vom FC Vorwärts in den Männerbereich übernommen worden und spielte für die 2. Mannschaft ab März dieses Jahres in der zweitklassigen Liga. Zur Saison 1988/89 wurde er für die 1. Mannschaft nominiert, die zuvor aus der DDR-Oberliga abgestiegen war. In der ostdeutschen Zweitklassigkeit spielte Prause zwei Spielzeiten, in denen er von den 68 Punktspielen 63 Partien bestritt und 18 Tore schoss. Davon erzielte er 13 Tore in der Saison 1989/90 und wurde damit zweitbester Torschütze seiner Mannschaft hinter Jens Henschel (22). In dieser Spielzeit schaffte der FC Vorwärts die Rückkehr in die Oberliga.
Der Sprung in die Erstklassigkeit gelang dem 1,77 Meter großen Prause ohne Schwierigkeiten, er verpasste nur ein Punktspiel. In seinen 25 Oberligaspielen der Saison 1990/91 wurde er als Mittelfeldspieler eingesetzt und erzielte vier Tore. Diese Spielzeit diente neben der Ermittlung des letzten DDR-Fußballmeisters auch zur Qualifikation für die 1. und 2. Bundesliga. Als Tabellenletzter verfehlten die Frankfurter, die sich im Laufe der Saison in den zivilen Verein FC Victoria '91 Frankfurt/Oder umgewandelt hatten, die Qualifikation deutlich.

### Fußballer in Niedersachsen
Prause verließ daraufhin das Land Brandenburg und schloss sich dem niedersächsischen Amateur-Oberligisten Kickers Emden an. Ab 1994 spielte er mit Emden in der drittklassigen Regionalliga Nord und wurde 1996 zum niedersächsischen Fußballer des Jahres gewählt. Nachdem Kickers Emden 1999 abgestiegen war, wechselte Prause für die Saison 1999/2000 zum Regionalligisten SV Wilhelmshaven. Als auch dieser abstieg, kehrte Prause wieder zu Kickers Emden in die Oberliga Niedersachsen zurück. 2005 schaffte er mit den Kickers den Wiederaufstieg in die Regionalliga, kam dort aber nicht mehr zum Einsatz. Ende 2005 beendete Prause seinen Vertrag bei Kickers Emden und ging zur SpVg Aurich in die niedersächsische Bezirksoberliga Weser Ems, wo er zunächst als Spielertrainer aktiv war. Im Sommer 2009 übernahm er das Training des niedersächsischen Landesligisten TuS Pewsum.

### Auswahleinsätze
Mit der älteren Jugendauswahl wurde er im Mai 1986 bei der U-16-EM in Griechenland Vierter. Bei den Jugendwettkämpfen der Freundschaft im Sommer 1987 in der Tschechoslowakei belegte Prause mit der DFV-Auswahl den 6. Platz. Aus dem finalen Aufgebot der DDR-Junioren, die 1986/87 als U-17 in die Qualifikation zur EM 1988 starteten und als U-18 dann 1987/88 die Teilnahme sicherstellten, wurde der Frankfurter im Vorfeld der Endrunde in der ČSSR gestrichen. Im Februar 1989 gehörte er dann aber zum Kader des ostdeutschen Teams, das in Saudi-Arabien an der U-20-Weltmeisterschaft teilnahm. Als Mittelfeldspieler bestritt Prause zwei der drei Vorrundenspiele, nach denen die DDR-Auswahl aus dem Wettbewerb ausschied.
Im Sommer desselben Jahres wurde Prause in die Olympiaauswahl der DDR berufen, mit der er mehrere Testspiele – darunter acht gegen andere Verbände – bestritt. Noch vor Beginn der Qualifikationsspiele für Olympia 1992 wurde die Mannschaft im Zuge der deutschen Wiedervereinigung zurückgezogen.